# 国府台駅

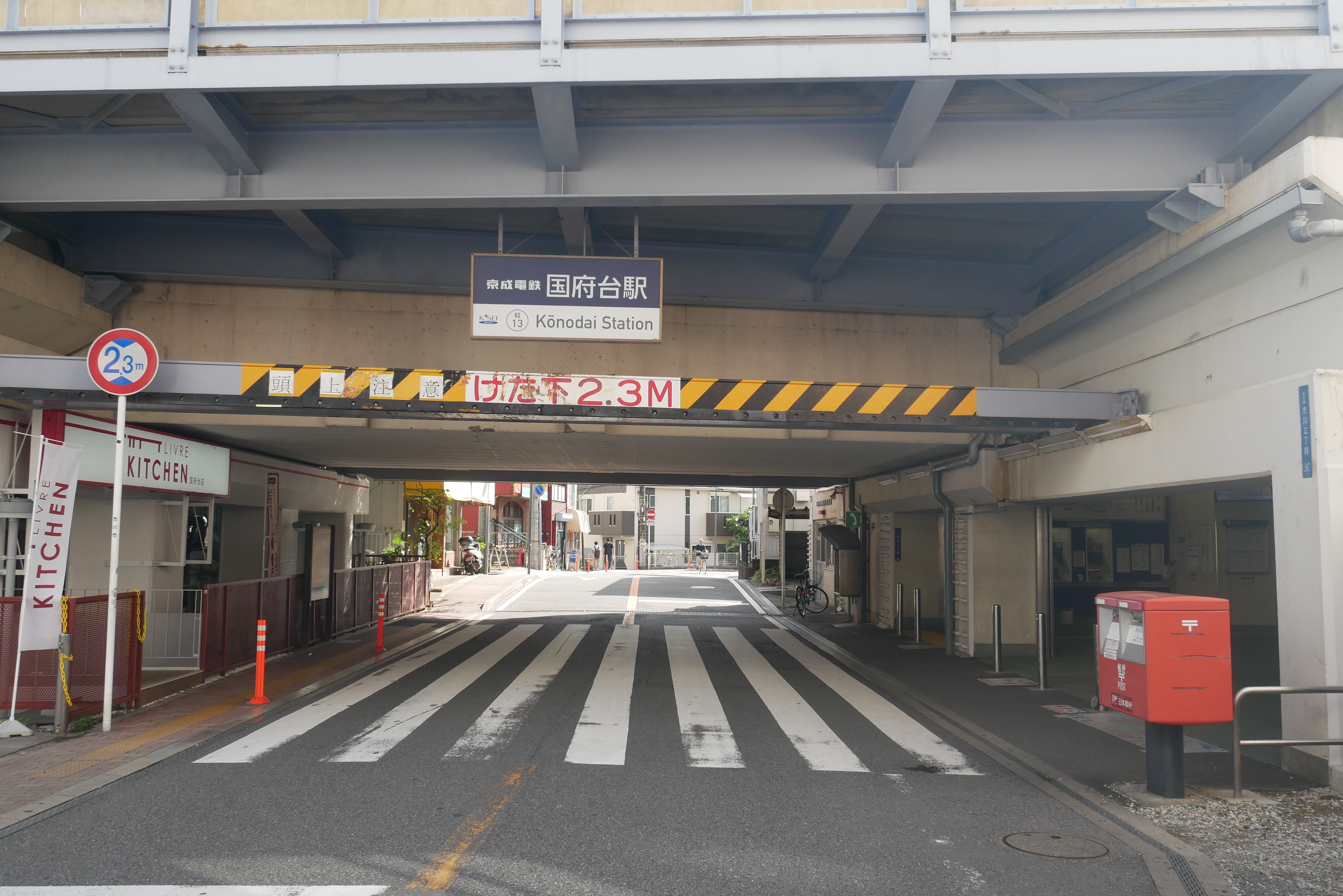
高架下駅出入口（2018年9月）

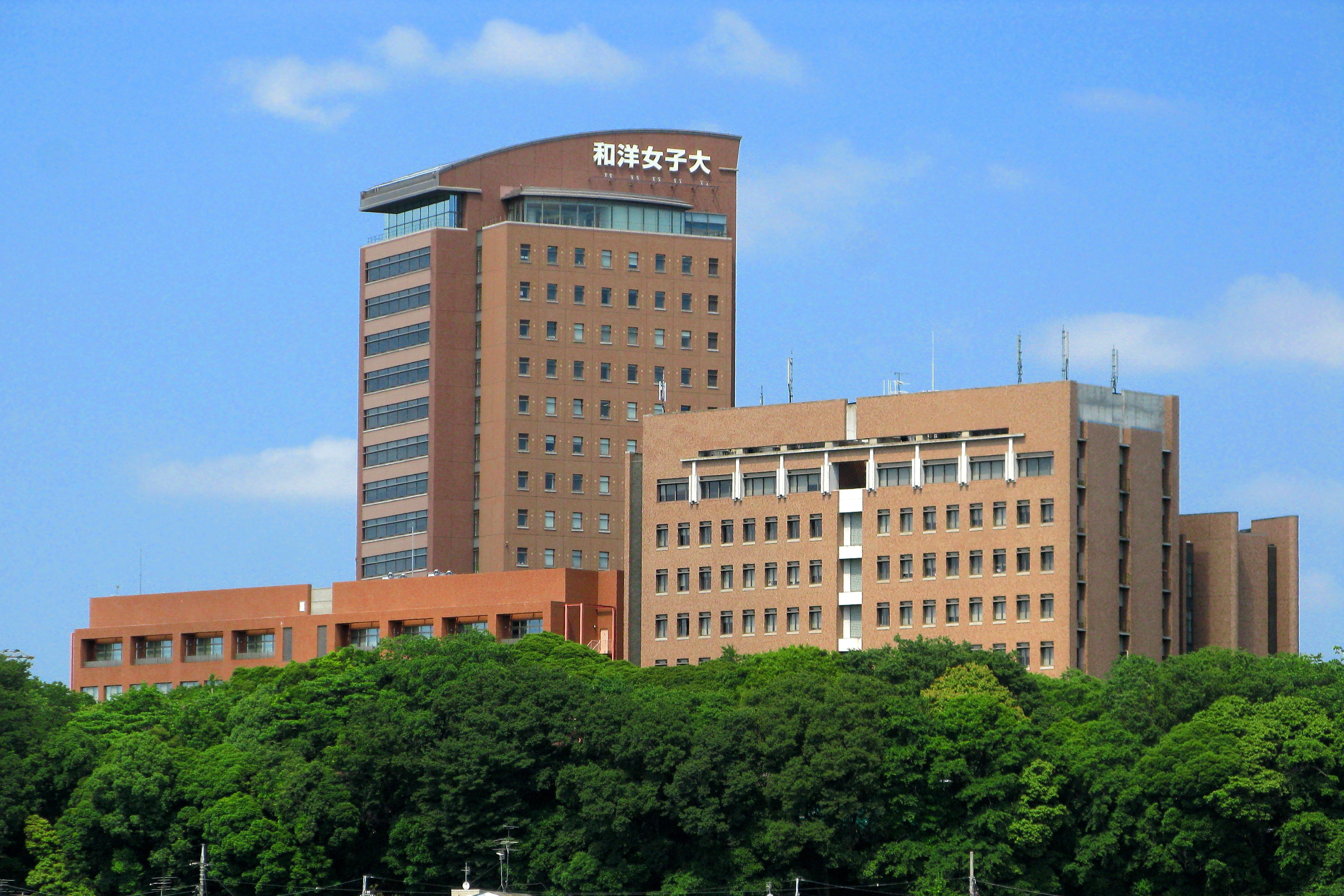
副駅名となっている和洋女子大学

国府台駅（こうのだいえき）は、千葉県市川市市川三丁目にある、京成電鉄本線の駅である。駅番号はKS13。

## 歴史

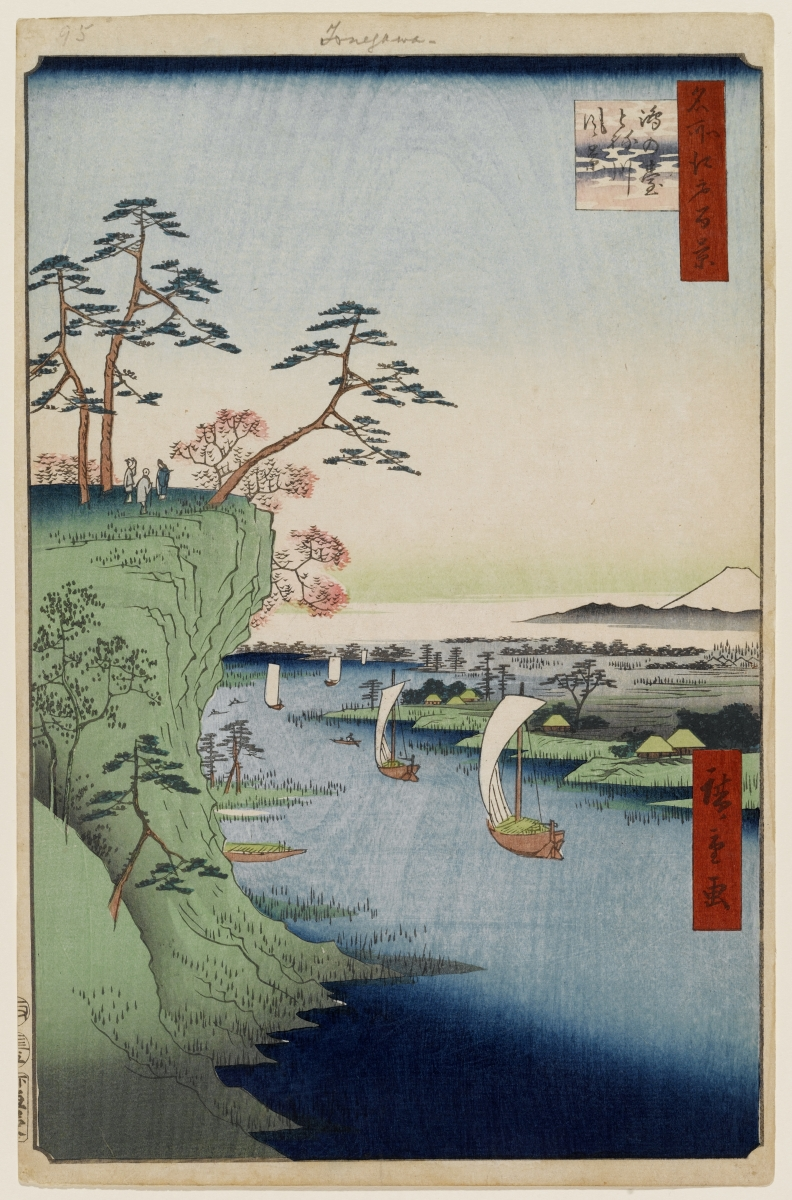
名所江戸百景『鴻の台とね川風景』（里見公園付近の風景）

駅北側に位置する江戸川に沿った下総台地の高台を中心とした地域は「国府台」と呼ばれ、古くは「鴻之台」とも書かれおり、開業時は「市川鴻の台駅」と呼ばれていた。下総国国府（国庁）が置かれた都市であり、中世にも現在の里見公園に国府台城が置かれるなど、歴史のある地域となっている。幕末期には、歌川広重作の名所江戸百景『鴻の台とね川風景』に里見公園付近の風景が描かれており、南の江戸湾（東京湾）を一望出来る景勝地として古くから親しまれていた。
1954年（昭和29年）には松戸駅 - 当駅間を結ぶ延長5.9 kmの新京成市川線計画があった。途中予定停車駅は千葉大学園芸学部、上矢切、下矢切、里見公園、国府台病院、手古奈であった。
流鉄流山線市川駅延伸を阻止すべく1962年（昭和37年）に新京成電鉄新京成線（現・京成松戸線）松戸駅 - 当駅間延伸敷設免許が新京成電鉄に下りていたが一部用地が取得できず、北総線や常磐線複々線化が計画された影響もあり、柴又駅までの計画と共に1970年代までに失効した。

### 年表
- 1914年（大正3年）
  - 8月30日：市川鴻の台駅として開設[5]。
  - 12月11日：市川駅に改称[5]。
- 1921年（大正10年）4月6日：市川国府台駅に改称[5]。
- 1948年（昭和23年）4月1日：国府台駅に改称[5]。
- 1980年（昭和55年）6月4日：江戸川橋梁架替えに伴い、高架化[6]。

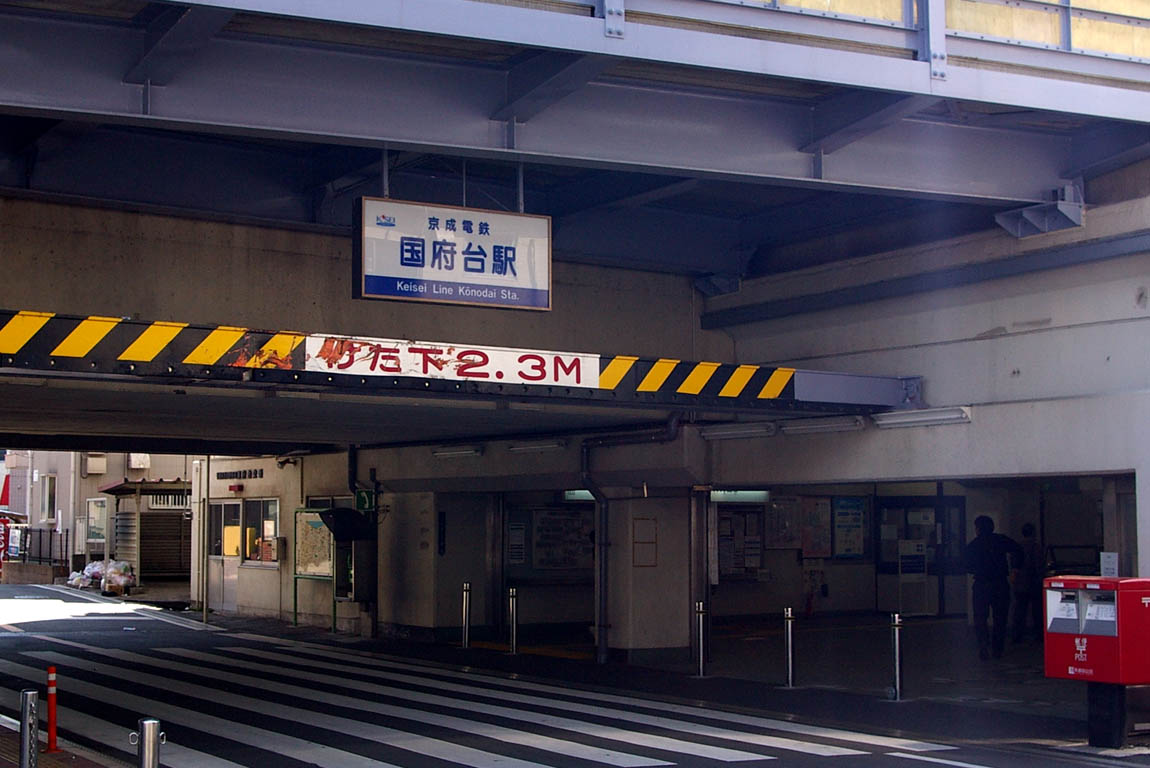
駅名看板変更前の出入口（2005年4月）
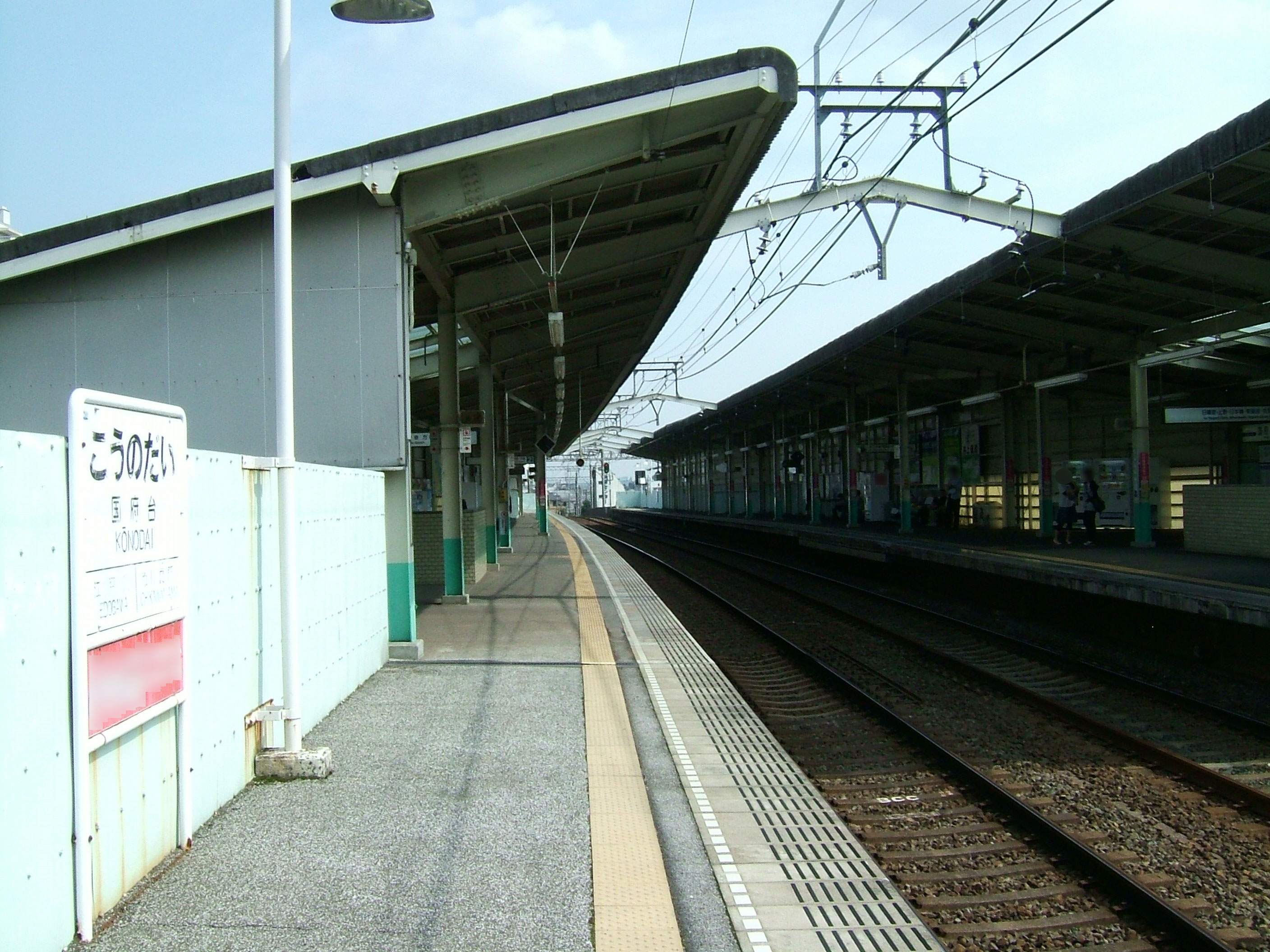
旧駅ホーム（2005年4月）

## 駅構造
相対式ホーム2面2線を有する高架駅（市川真間駅管理）。高架化前の地上駅時代は、堤防沿いの道路に面して駅出入口があり、上下線双方に改札口があった。平日朝7時40分頃より1番線ホームで手旗合図の客扱終了合図が行われる。
現行ダイヤでは普通列車のみ停車する。なお、2002年（平成14年）10月12日ダイヤ改正で快速が新設されるまでは急行の停車駅でもあった。
2009年（平成21年）4月に車椅子対応エレベーターと多機能トイレが設置された。

### のりば
| 番線 | 路線     | 方向 | 行先                                                             |
| ---- | -------- | ---- | ---------------------------------------------------------------- |
| 1    | 京成本線 | 上り | 京成高砂・青砥・日暮里・京成上野・押上・ 都営浅草線・ 京急線方面 |
| 2    | 京成本線 | 下り | 京成船橋・京成津田沼・ 成田空港・京成千葉・ 松戸線方面           |

- 上記路線名は成田空港線開通後の旅客案内名称に基づいている。

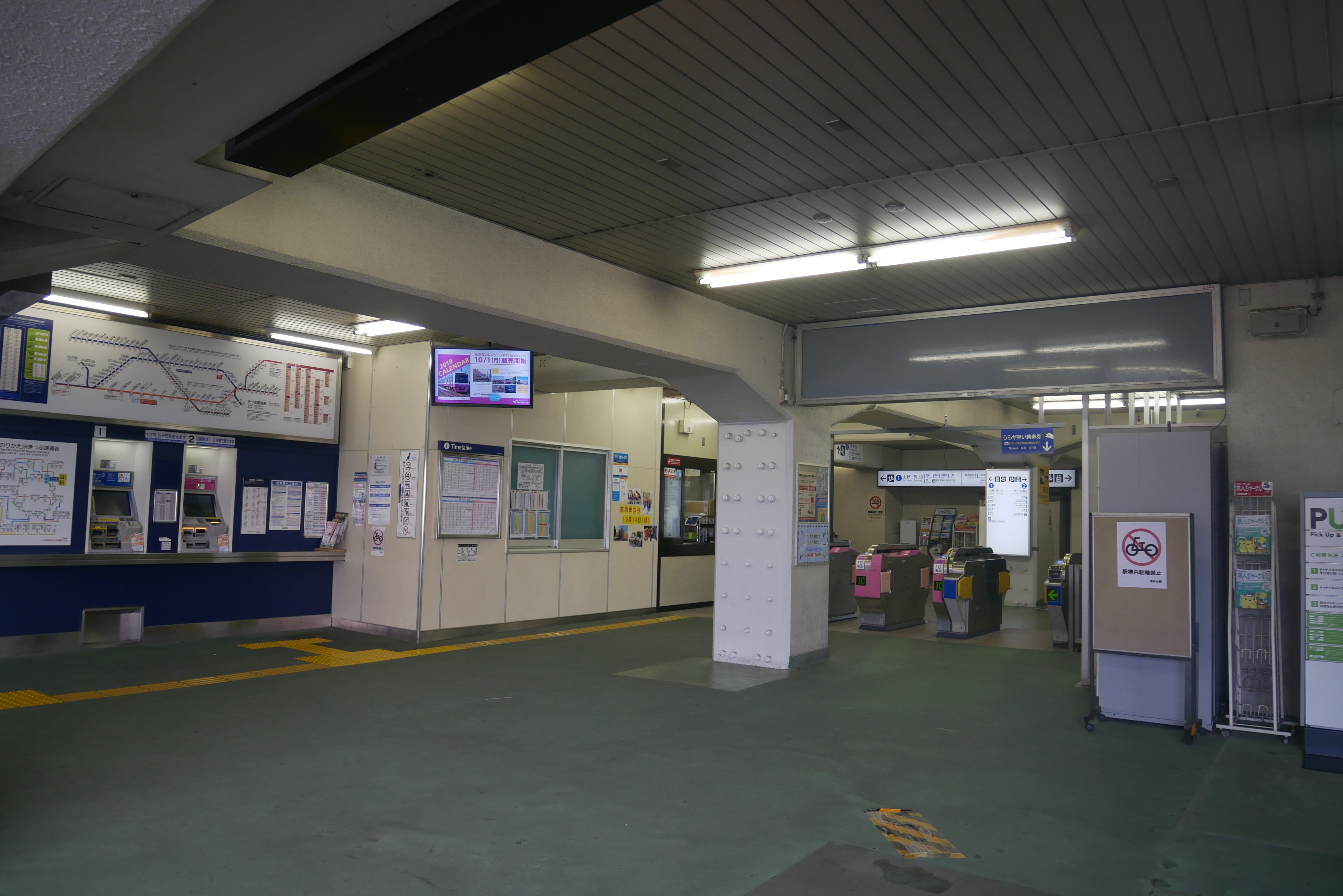
改札外コンコース（2018年9月）
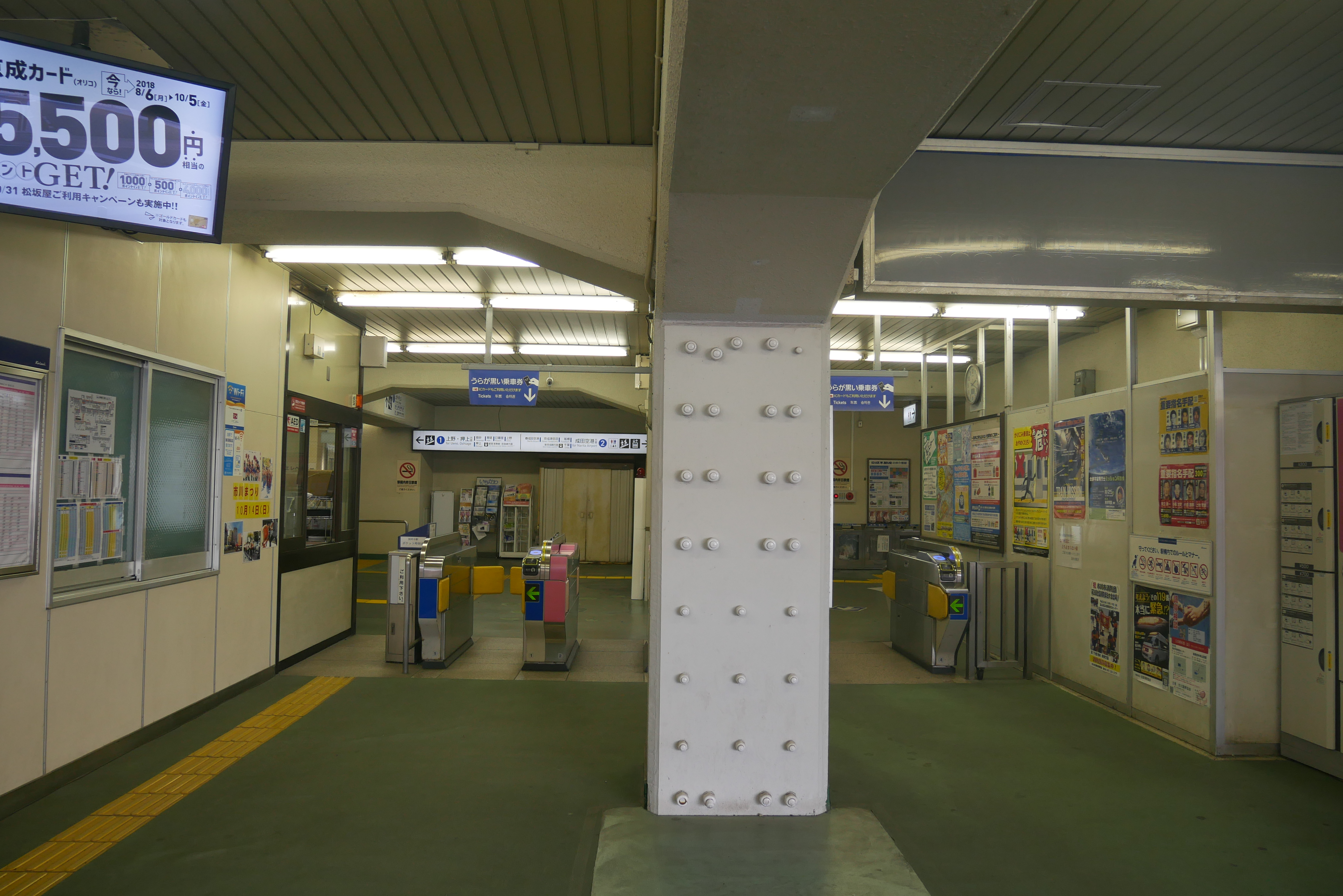
改札口（2018年9月）
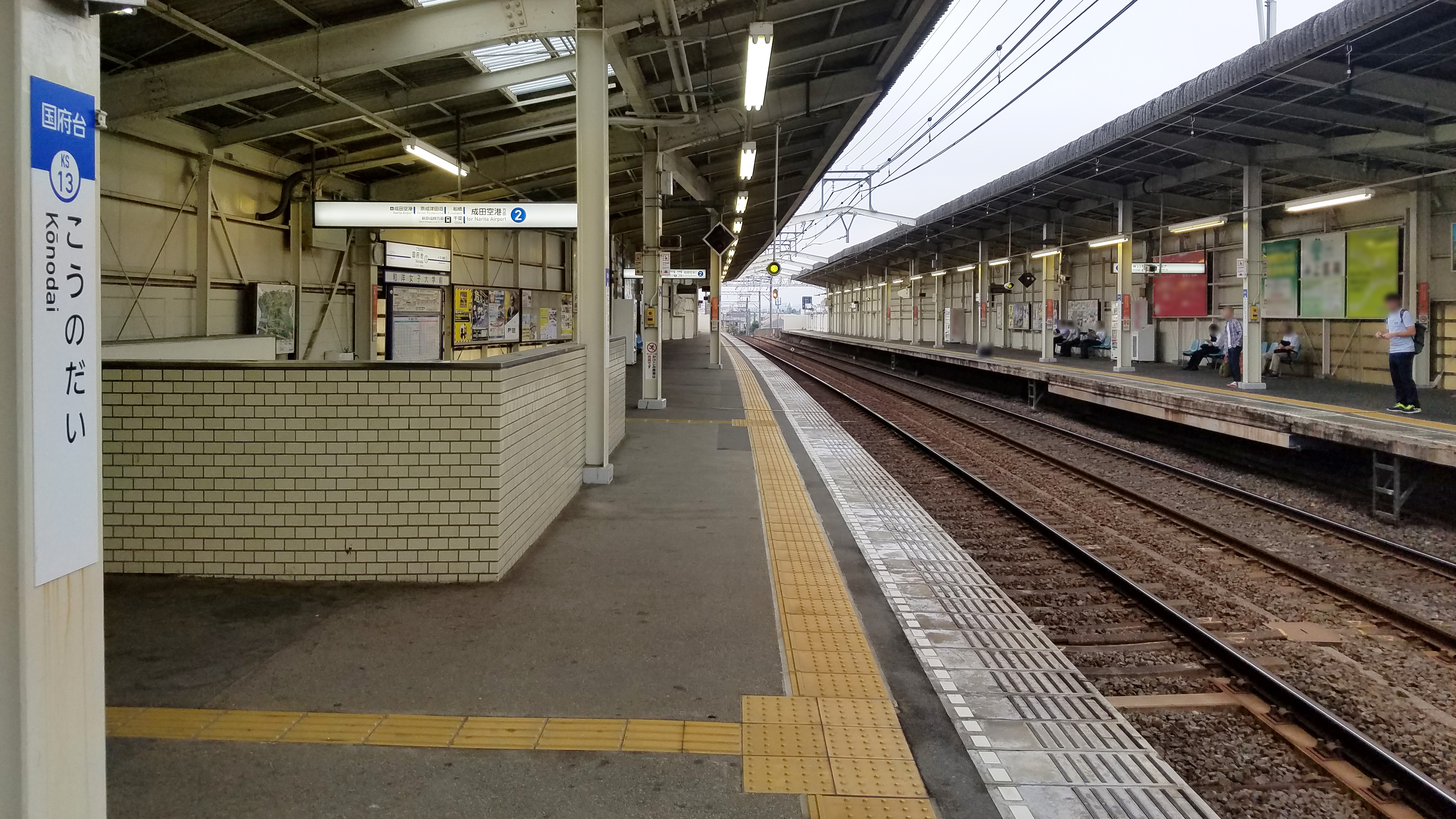
2番線ホーム（2017年8月）
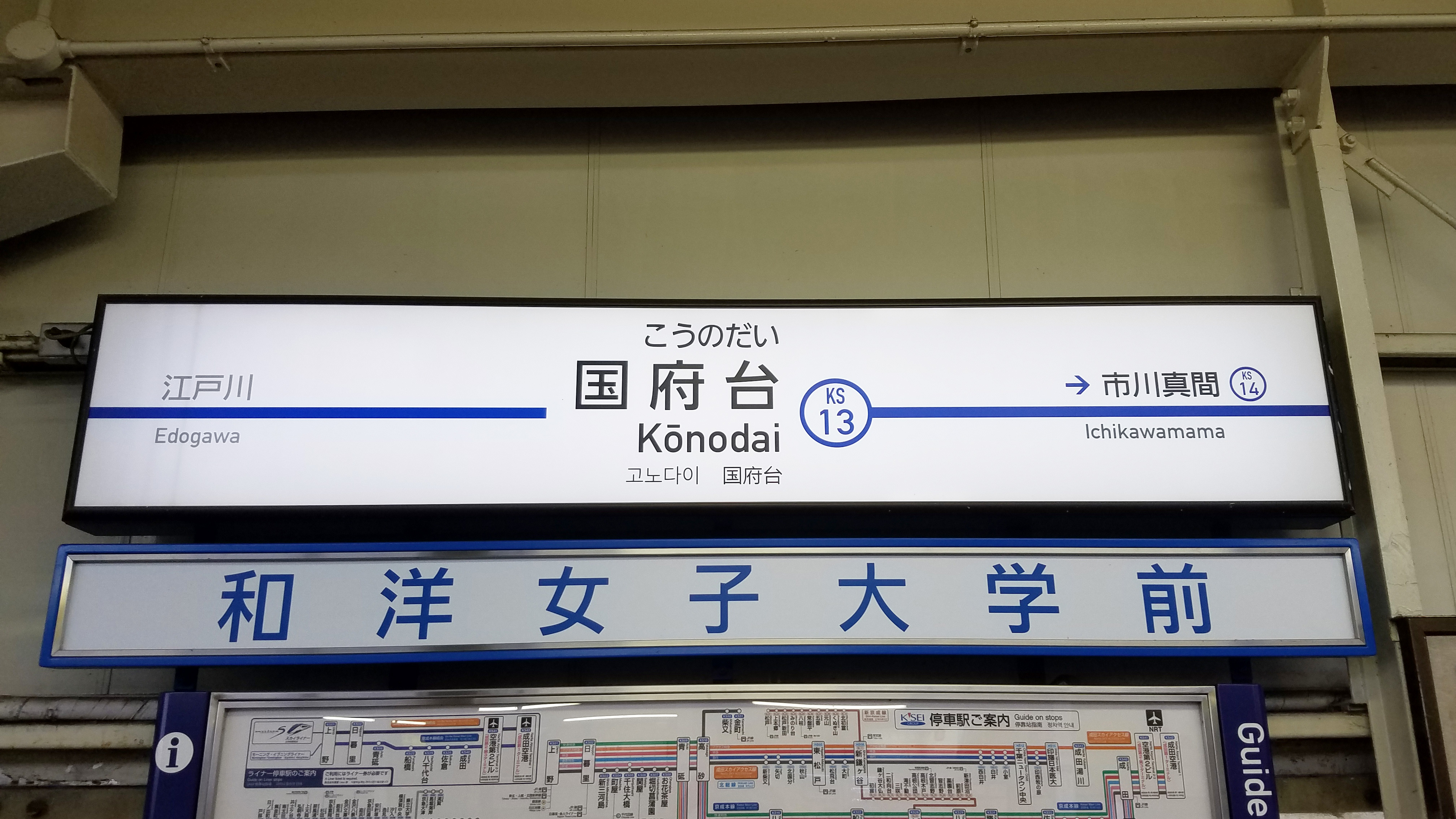
2番線駅名標（2017年8月）

## 利用状況
2024年度（令和6年度）の1日平均乗降人員は11,912人である。
快速停車駅の東中山駅や当駅を管理している市川真間駅より多い。また、朝8時頃と午後3 - 4時頃は周辺の和洋女子大学などの学生・生徒が乗降するため、混雑する傾向にある。他にも毎年8月に「江戸川花火大会」が開催される際は、当駅及び1つ手前の江戸川駅が会場最寄り駅の1つになるが、篠崎駅ないし本八幡駅の混雑を避け、この両駅を利用する利用客も見られる。
近年の1日平均乗降・乗車人員の推移は以下の通り。
| 年度               | 1日平均 乗降人員 | 1日平均 乗車人員 | 出典       |
| ------------------ | ---------------- | ---------------- | ---------- |
| 1998年（平成10年） |                  | 6,692            |            |
| 1999年（平成11年） |                  | 6,446            |            |
| 2000年（平成12年） |                  | 6,369            |            |
| 2001年（平成13年） |                  | 6,250            |            |
| 2002年（平成14年） |                  | 6,034            |            |
| 2003年（平成15年） | 11,774           | 5,898            |            |
| 2004年（平成16年） | 11,182           | 5,652            |            |
| 2005年（平成17年） | 10,998           | 5,560            |            |
| 2006年（平成18年） | 10,869           | 5,499            |            |
| 2007年（平成19年） | 10,665           | 5,393            |            |
| 2008年（平成20年） | 10,784           | 5,452            |            |
| 2009年（平成21年） | 11,184           | 5,650            |            |
| 2010年（平成22年） | 11,626           | 5,863            |            |
| 2011年（平成23年） | 11,664           | 5,872            |            |
| 2012年（平成24年） | 11,744           | 5,912            |            |
| 2013年（平成25年） | 11,767           | 5,932            |            |
| 2014年（平成26年） | 11,607           | 5,855            |            |
| 2015年（平成27年） | 11,938           | 6,022            |            |
| 2016年（平成28年） | 12,317           | 6,220            |            |
| 2017年（平成29年） | 12,710           | 6,414            |            |
| 2018年（平成30年） | 13,131           | 6,623            | [ 京成 2 ] |
| 2019年（令和元年） | 13,201           | 6,654            | [ 京成 3 ] |
| 2020年（令和02年） | 7,035            | 3,554            | [ 京成 4 ] |
| 2021年（令和03年） | 9,550            | 4,814            | [ 京成 5 ] |
| 2022年（令和04年） | 11,075           | 5,583            | [ 京成 6 ] |
| 2023年（令和05年） | 11,738           | 5,926            | [ 京成 7 ] |
| 2024年（令和06年） | 11,912           | 6,018            | [ 京成 1 ] |

## 駅周辺

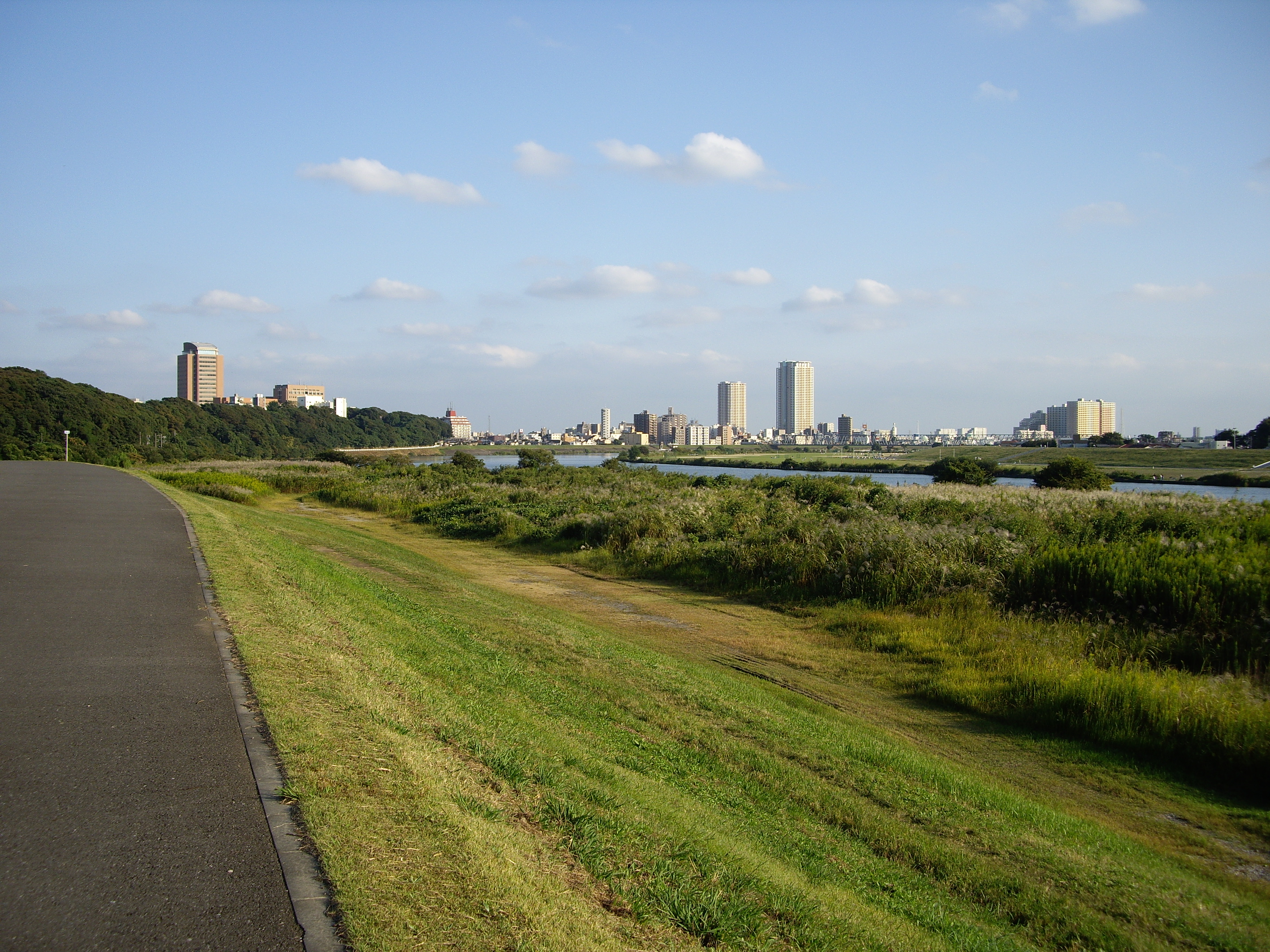
江戸川（国府台三丁目より市川橋方面）

当駅は国府台地区（市川市北部）の境より500 m南、江戸川堤防付近に位置し、東京都との境をなす江戸川の東岸から当駅入口までは約100 mの距離がある。線路は川の近くで高架となり、駅西側で千葉県道1号市川松戸線と交差し、江戸川橋梁で川を渡る。当駅の北約200 mに江戸川分流（派川）である真間川が線路と平行して流れる。鉄橋が架替え前は少し上流側を電車が走っており、その跡が今でも残っている。駅南東側には東日本旅客鉄道（JR東日本）市川駅があり、駅南側には国道14号（千葉街道）が通り、江戸川に市川橋が架かる。
駅周辺は中層ビルが多い市街地で、商店街が千葉県道1号市川松戸線脇道沿いに広がっている。旧陸軍用地跡に学校・研究施設・病院などが立ち並んでいる。特に大学は東京科学大学国府台キャンパスなど計3校が至近に集まっており、八幡地区と合わせて大規模な文教都市・学園都市となっている。

### 駅北側
- 市川市消防局 西消防署国府台出張所

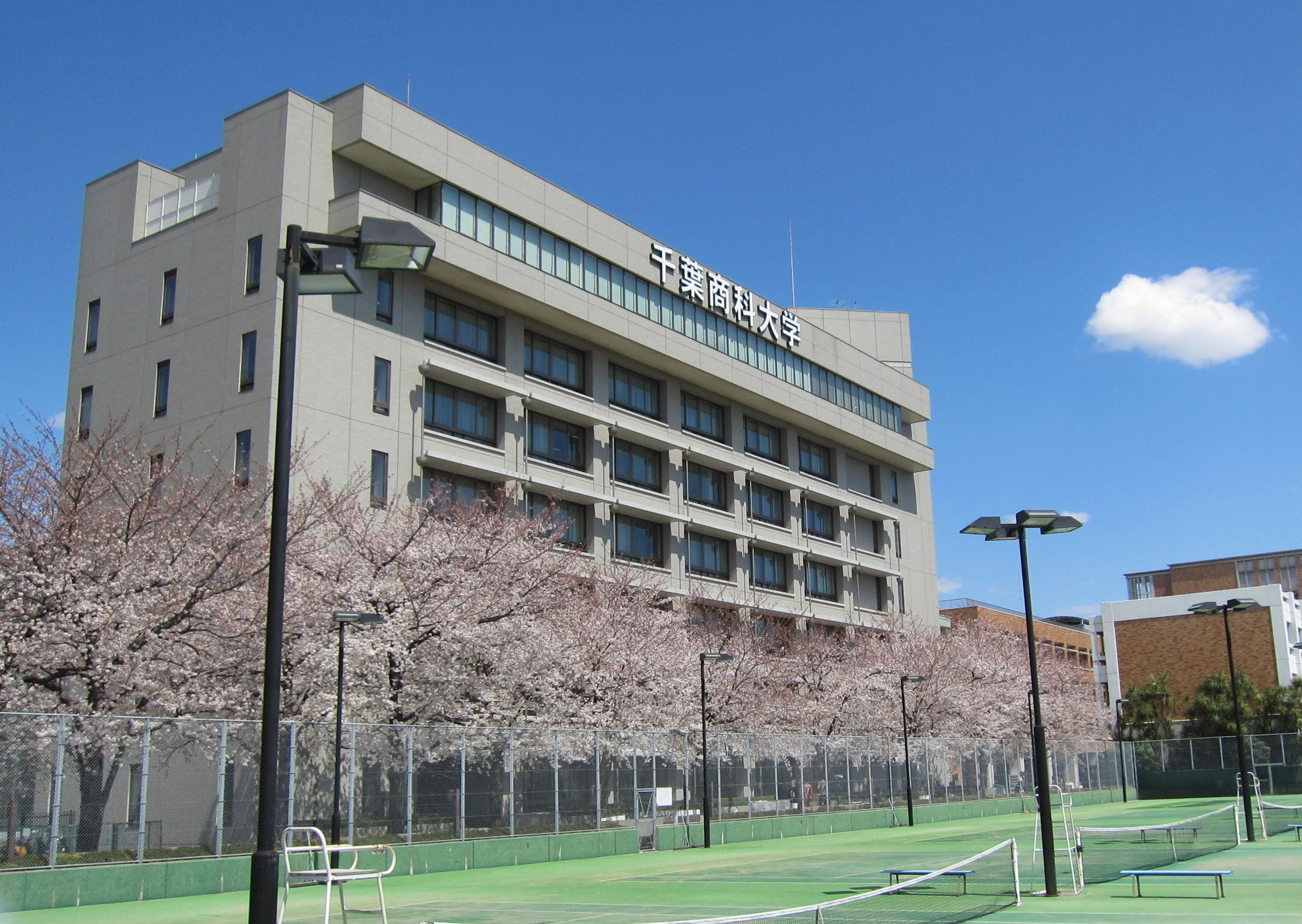
千葉商科大学

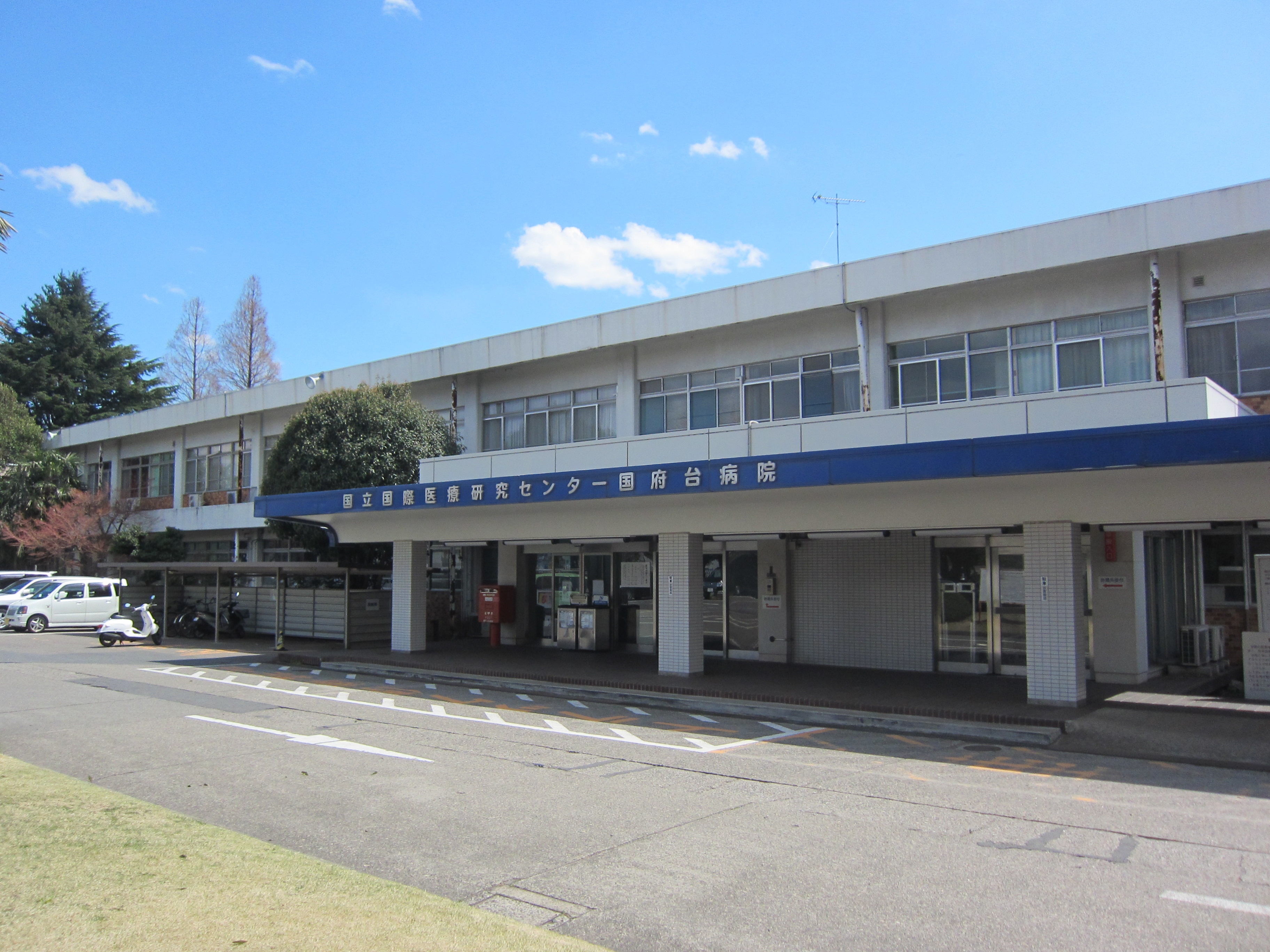
国立国府台医療センター

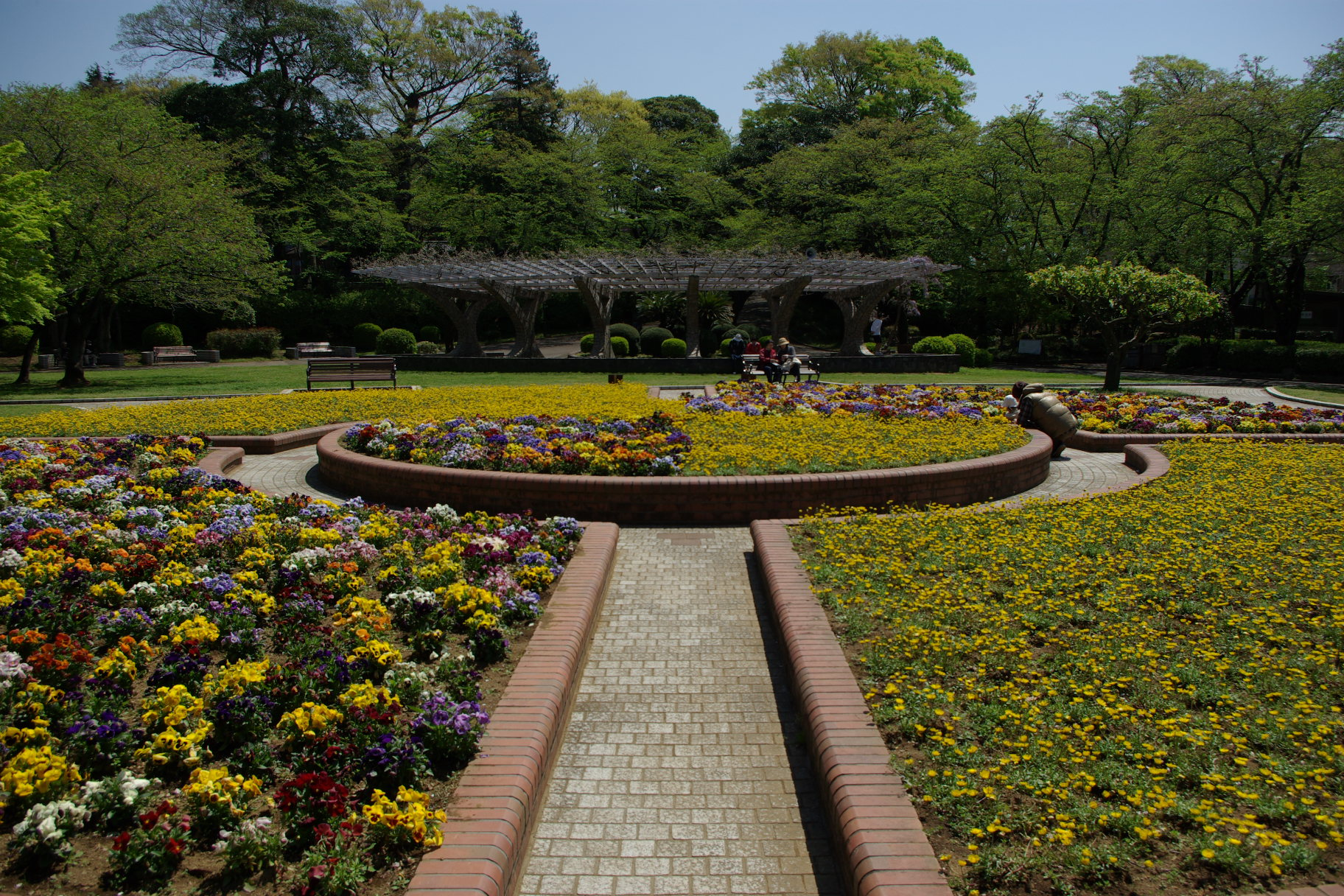
里見公園

- 東京科学大学（旧：東京医科歯科大学）（教養部）
- 千葉商科大学
  - 千葉商科大学付属高等学校
- 和洋女子大学
  - 和洋国府台女子中学校・高等学校
- 千葉県立国府台高等学校
- 市川市立第一中学校
- 市川市立第二中学校
- 市川市立真間小学校
- 真間山幼稚園
- いなほ幼稚園
- 筑波大学附属聴覚特別支援学校
- 市川市立須和田の丘支援学校
- 国立国府台医療センター（旧国立国際医療研究センター国府台病院）
- 市川真間郵便局
- リブレキッチン 国府台店（高架下）
- 京成ストア 本社
- 国府台公園（下総国総社跡・国府台陸上競技場・国府台球場）
  - 市川市スポーツセンター
- 里見公園（国府台城址）
- 弘法寺 - 歌川広重の名所江戸百景にこちらから望む手児奈霊神堂と真間の継橋が描かれている。境内の伏姫桜は推定樹齢400年の名所。
- 手児奈霊神堂：万葉集に詠まれる絶世の美女手児奈を祀っている。
- 亀井院：境内には真間の井がある。
- 法皇塚古墳
- 広池千太郎記念館
- 木内ギャラリー
- 芳澤ガーデンギャラリー

### 駅南側
- 市川警察署 国府台交番
- 市川市立市川小学校
- 市川広小路郵便局
- 山崎製パン 総合クリエイションセンター
- 市川関所跡

## バス路線
駅より西側へ徒歩約2分ほどの千葉県道1号市川松戸線上にある「国府台駅」が最寄バス停留所となる。運行会社は京成バス。 
| 系統               | 経由地                                                   | 行先       | 営業所 |
| ------------------ | -------------------------------------------------------- | ---------- | ------ |
| 松11               | 国府台病院・矢切駅・上矢切・松戸二中・松戸郵便局         | 松戸駅     | 松戸   |
| 松11               | 国府台病院・矢切駅・上矢切・松戸二中・松戸郵便局・松戸駅 | 松戸営業所 | 松戸   |
| 市81急行           | 国府台病院・中国分・国分操車場・堀の内4丁目              | 北国分駅   | 市川   |
| 市82急行           | 国府台病院・中国分                                       | 国分操車場 | 市川   |
| 市90特急           | 中国分（じゅん菜池まで無停車）平日朝のみ                 | 国分操車場 | 市川   |
| 松11               | 一本松                                                   | 市川駅     | 松戸   |
| 市81急行・市82急行 | （無停車）                                               | 市川駅     | 市川   |

## 隣の駅
京成電鉄
 本線
■快速特急・■特急・■通勤特急・■快速
通過
■普通
江戸川駅 (KS12) - 国府台駅 (KS13) - 市川真間駅 (KS14)